# Неврохипофиза
Неврохипофизата обхваща задния дял на хипофизата и е част от ендокринната система. Въпреки че е част от жлезата, неврохипофизата сама по себе си не е изградена от жлезист епител и не е жлеза. Представлява струпване на аксоналните израстъци на неврони от хипоталамуса, които окончават зад аденохипофизата (предния лоб на хипофизата).

## Анатомични особености
Неврохипофизата е изградена предимно от аксоните на неврони намиращи се в супраоптичното и паравентрикулярното ядра на хипоталамуса. Тези неврони освобождават своите пептидни хормони (невротрнсмитери) в капилярите на хипофизното кръвообращение. Освен аксоните в неврохипофизата се срещат и питуицити, специализирани глиялни клетки наподобяващи астроцити.
Анатомичното поделяне на неврохипофизата варира при различните източници, но най-често влкючва следните части:
Pars nervosaНаречен неврален лоб или заден лоб, тази област обхваща голяма част от неврохипофизата и често (но неправилно) се използва като синоним. Значими структури тук са питиуцитите и телцата на Херинг, образувания в които се струпват и съхраняват хормоните на неврохипофизата. Всяко телце съдържа само единия от двата хормона.
Фуниевидно крачеИзвестно още и като infundibulum. Свързва системата на хипоталамуса с тази на хипофизата.
Средно хълмчеТази част се включва към неврохипофизата само понякога. Някои автори я изключват като част от задния лоб

## Хормони на неврохипофизата
Хормоните, които принципно се отнасят към неврохипофизата, всъщност се синтезират в хипоталамуса. Неврохипофизата е само мястото са тяхното съхранение, от където попадат в кръвообращението.
| Хормон     | Други имена                               | Съкатено     | Орган или тъкан, на която действа | Ефект | Източник                              |
| ---------- | ----------------------------------------- | ------------ | --------------------------------- | --- | ------------------------------------- |
| Окситоцин  | -                                         | OT           | Матка, млечни жлези               | Контракции на матката, лактация                                                                                          | Супраоптично и Паравентрикулярно ядро |
| Вазопресин | Антидиуретичен хормон, Аргенин вазопресин | VP, AVP, ADH | Бъбрек Артериоли                  | Симулира обратното всмукване; повишава кръвното налягане чрез констрикция на артериолите, предизвиква агресия при мъжете | Супраоптично и Паравентрикулярно ядро |

## Патология
Недостатъчната секреция на вазопресин предизвиква беззахарен диабет, заболяване, при което урината не може да бъде концентрирана. При пациентите с беззахарен диабет диурезата достига до 20 литра на ден.
Свръхпродукцията на вазопресин води до Синдром на Пархон (syndrome of inappropriate antidiuretic hormone, SIADH), чийто основен симптом е хипонатремия.